# Srebrenik

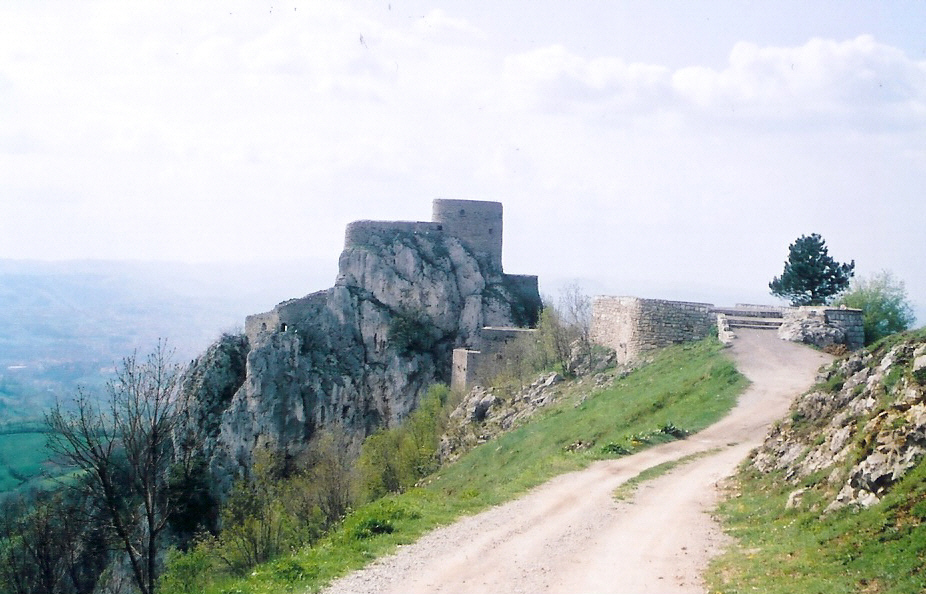
Burg in Srebrenik

Srebrenik (serbisch-kyrillisch Сребреник) ist eine Stadt in Bosnien und Herzegowina. Die Gemeinde Srebrenik mit knapp 43.000 Einwohnern gehört zum Kanton Tuzla der Föderation Bosnien und Herzegowina.

## Geographie
Srebrenik liegt etwa 147 km nördlich von Sarajevo sowie 35 km nördlich von Tuzla an der Strecke nach Brčko im Tal der Tinja. Östlich der Stadt erstreckt sich das Gebirge Majevica.

### Gemeindegliederung
Zur Gemeinde Srebrenik zählen neben dem Hauptort Srebrenik 64 Dorfgemeinschaften, darunter:
- Babunovići
- Bare
- Cage
- Donji Potpeć
- Gornji Potpeć
- N.N.Sječe
- Duboki Potok
- Kosica
- Like
- Lipje
- Ljenobud
- Podorašje
- Rapatnica
- Tinja
- Zahirovići
- Gornji Srebrenik
- Ćojluk
- Donji Srebrenik
- Jezinac
- Falešić
- Brničani
- Seona
- Dedići
- Behrami
- Šahmeri
- Moranjci
- Uroža
- Huremi
- Mustafići
- Ćehaje
- Jasenica
- Previle
- Sladna
- Špionica

## Geschichte
Die Burg in Srebrenik ist eines der ältesten Bauwerke Bosnien und Herzegowinas (1333) und spielte bei der Verteidigung gegen osmanische Angriffe im Mittelalter eine große Rolle.
Vom Bosnienkrieg der 1990er Jahre war die Gemeinde nur in der Zeit vom 18. bis 21. Juni 1992 betroffen.

## Verkehr
Srebrenik liegt an der Magistralstraße M 1-8 (Tuzla-Županja/Kroatien) und verfügt außerdem über einen Bahnhof an der Eisenbahnstrecke von Tuzla nach Brčko.

## Persönlichkeiten
- Hule Mesaljić, bosnischer Turbofolksänger.